# 2022年ノルドストリームパイプラインへの破壊工作
2022年9月26日、ヨーロッパとロシアを結ぶ23のガスパイプラインのうちの2つ、ノルドストリーム1（NS1）とノルドストリーム2（NS2）天然ガスパイプラインで一連の水中爆発とそれに伴うガス漏れが発生した。両方のパイプラインは、バルト海を経由してロシアからドイツに天然ガスを輸送するために建設され、ロシアの半国営ガス会社ガスプロムが（パイプラインの）大部分を所有している。
漏洩前、パイプラインは天然ガスで満たされていたが、ロシアのウクライナ侵攻の影響で輸送されていなかった。現地時間9月26日02時03分（CEST）、ノルドストリーム2から発生した爆発が検知された。パイプの1つで圧力低下が報告され、天然ガスがデンマークのボーンホルム島南東の水面に流出し始めた。17時間後、ノルドストリーム1の両方のパイプでも同様の爆発が起き、ボーンホルム島の北東で3つの別々のガス漏れが起きた。影響を受けた3本のパイプはすべて動作不能となった。ロシアは、ノルドストリーム2の2本のパイプのうち1本が稼働可能であることを確認し、ノルドストリーム2を通じてガスを供給する準備が整っていると発表した。漏洩は、ポーランドとノルウェーが（ノルドストリームのようにロシアからではなく）デンマークを経由して北海からのガスを運ぶ「バルチック・パイプ」を開通する前日に発生した。漏洩場所は公海であったものの、デンマークとスウェーデンの排他的経済水域内である。
デンマーク、ドイツ、スウェーデンはそれぞれ別々の調査を開始した。 爆発は破壊工作であると発表されたが、スウェーデンとデンマークの捜査は犯人を特定することなく2024年2月に終了した。

## 背景

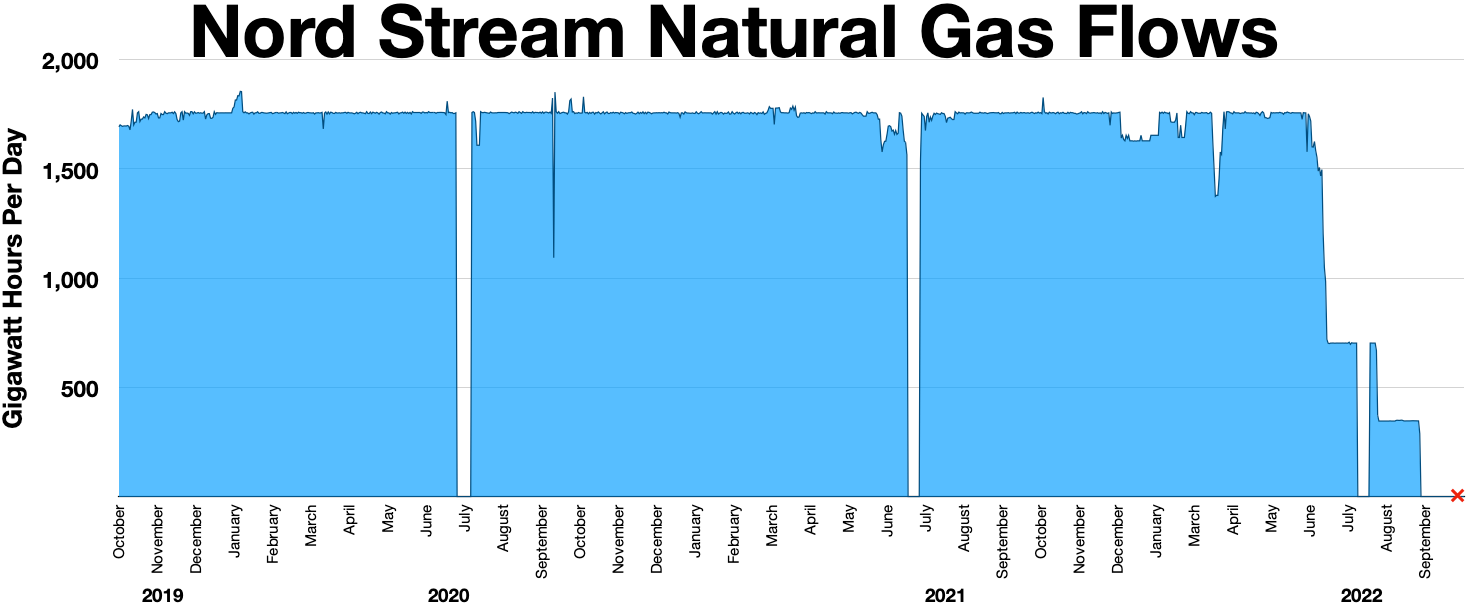
ノルドストリームのガスの流れ
* ロシアは、制裁によりカナダ政府から押収された修理部品が入手できなかったとして、2022年6月に天然ガスの供給量を半分以上削減した。この部品の製作者であるシーメンスは、この部品が運用にとって重要であることを否定した。
* ロシアは2022年7月11日に年次メンテナンスのため10日間ガス供給を停止し、7月21日に部分的な操業を再開した。
* ロシアは2022年8月31日に3日間のメンテナンスを理由に天然ガスの供給を停止したが、後にガス供給再開の時期は提示できないと述べた。 EUはロシアが削減を正当化するために虚偽の話をでっち上げたと非難した。
X 2022年9月26日にパイプラインに破壊工作が行われた。

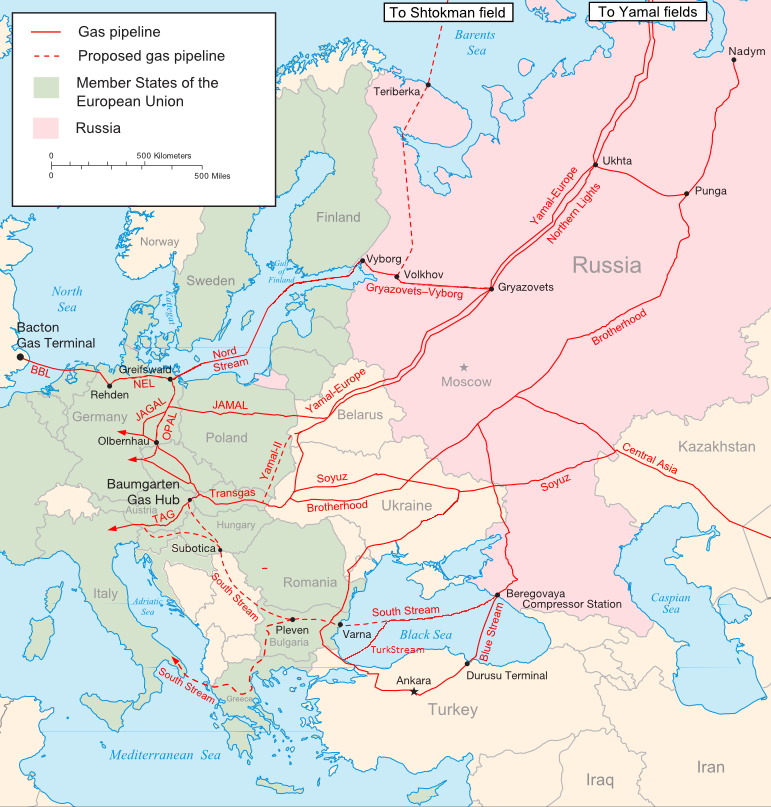
2021年にロシアのガスを欧州に供給する既存および計画されている主要な天然ガスパイプラインには、「ヤマル・ヨーロッパ」、「ブラザーフッド」、「トルコストリーム」、「ブルーストリーム」、「ノルドストリーム」が含まれる。

2021年、ロシアは欧州連合諸国が輸入する天然ガスの約45％を供給した。米国はノルドストリームパイプラインの主要な反対者である。 ドナルド・トランプ前米大統領は2019年、ノルドストリーム2が欧州を「ロシアの人質」に変える可能性があると述べ、ロシアのパイプライン完成を支援するあらゆる企業に制裁を科したと述べた。2020年12月、当時の次期大統領ジョー・バイデンは、新しいパイプラインの開通とこれが潜在的なロシアの影響力に与える影響に強く反対した。バイデン政権は2021年、ノルドストリーム2への反対は「揺るぎない」一方、ドイツや欧州の他の米国同盟国との良好な関係を維持するため、制裁解除は国益の問題だと述べ、制裁を解除した。2本目のパイプラインは2021年9月に完成した。2022年2月7日、ドイツのオラフ・ショルツ首相との共同記者会見で、ジョー・バイデン米国大統領は、ロシアがウクライナに侵攻した場合、「我々はそれ（ノルドストリーム）を終わらせる」と述べ、方法を問われた際にそうする約束を改めて強調した。
破壊工作を受ける前は、どちらのノルドストリームパイプラインもガスを供給していなかった。ノルドストリーム2は2021年に完成していたが、ロシア・ウクライナ危機中にロシア下院とプーチン大統領によってドネツク人民共和国とルガンスク人民共和国が公式に承認されたことを受け、ドイツが2022年2月22日にパイプラインの認証を停止したことでプロジェクトがストップしたため、運用が始まっていなかった 。2022年8月31日より、ガスプロムは正式にはメンテナンスを理由として、ノルドストリーム1による供給を無期限に停止した。
ただし、ノルドストリーム1と2は両方ともガスで加圧されていた。そのため、ノルドストリーム2のAパイプには、最初の供給に備えて3億立方メートルの加圧ガスが収容されていた。
NS2の環境影響評価は2019年に行われた。2012年までに腐食による漏洩は世界中で2つの大型パイプラインでのみ発生していた。軍事的な行為や事故による漏洩は「非常に起こりそうにない」と考えられていた。分析における最大の漏洩は、たとえば沈没船がパイプラインに衝突することによる「全口径破裂（>80ミリメートル）」として定義された。水深54メートルからのこのようなありそうもない大規模な漏洩は、表面で最大幅15メートルのガスプルームを引き起こす可能性がある。
ノルドストリーム2の場合、パイプの外径は約1,200ミリメートル、鋼板の壁の厚さは27～41ミリメートルで、ガス輸送時の動作圧力が22メガパスカル（220バール）のパイプ入口が最も厚く、動作圧力が17.7メガパスカル（177バール）のパイプ出口で最も薄い。パイプに重さを加えるため（負の浮力を確保するため）、60～110ミリメートルのコンクリート層で鋼鉄の周囲が囲まれている。パイプラインの各パイプは、コンクリート重量で被覆された鋼管（重量24トン）約100,000本を溶接して海底に敷設して作られている。ノルドストリームによると、ピギングを容易にするために、パイプラインの内径は1,153ミリメートルで一定である。パイプラインは水深約80～110メートルの深さにある。

## 時系列
デンマーク地質調査所は、ボーンホルム島の地震計が9月26日に2回急上昇したと発表した。現地時間02時03分（CEST）の最初のP波はマグニチュード2.3を示し、19時03分の2番目のP波はマグニチュード2.1を示した。同様のデータは、ステブンスの地震計のほか、ドイツ、スウェーデン（北に1,300キロメートル離れたカリックスの観測所）、フィンランド、ノルウェーのいくつかの地震計からも提供された。地震データは自然現象ではなく水中爆発の特徴を示しており、後にガス漏れが発見された場所の近くで爆発が起きたことを示した。同じ頃、ドイツのノルドストリームが記録したように、稼働していないパイプライン内の圧力は 10.50メガパスカルから0.70メガパスカル (105から7バール) に低下した。
ノルドストリーム2の圧力損失についてドイツが最初に報告した後、ボーンホルム島デュオデの南東25キロメートルでデンマークのF-16迎撃対応部隊によってパイプラインからのガス漏れが発見された。ノルドストリーム2は平行する2本のパイプラインで構成されており、漏洩はデンマークの排他的経済水域内のAパイプで発生した。デンマーク海事当局は、船舶への危険を理由に、ガス漏れ現場周辺の5海里（9.3キロ）を航行禁止区域とし、航空機に対しては1000メートルの高度を保つよう警告を出した

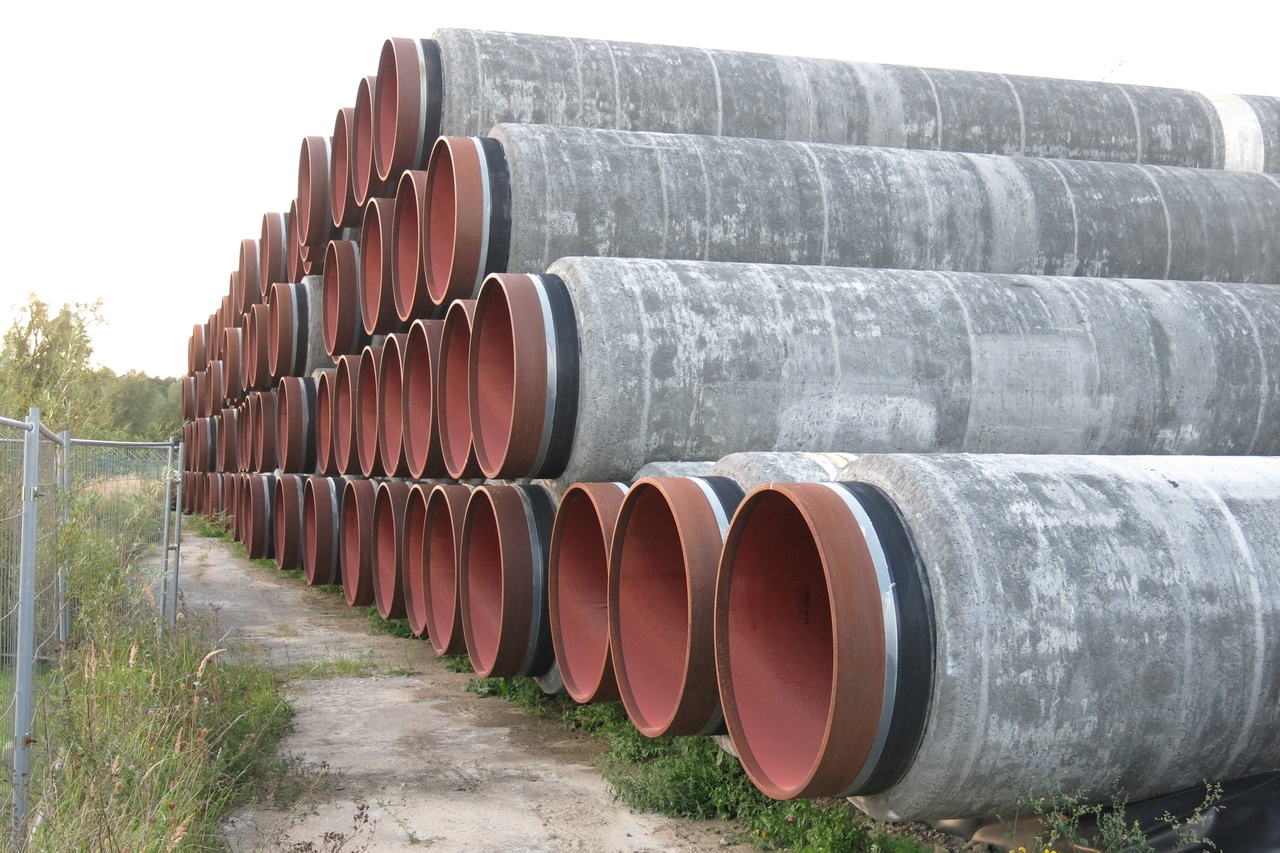
積み重なったノルドストリーム2パイプラインを構成するパイプ。コンクリート製のケーシングを備えたスチール製

ノルドストリームのドイツ事務所がノルドストリーム1の圧力損失を報告してから数時間後、スウェーデン当局によって当該パイプラインで2つのガス漏れが発見された。ノルドストリーム1の両方のパイプが破断し、2つの漏洩現場は互いに約6キロメートル離れており、1 つはスウェーデンの経済水域内、もう1つはデンマークの経済水域内であった。9月28日、スウェーデン沿岸警備隊は、スウェーデンの経済水域で最初に報告された漏洩は、実際には漏洩箇所が近い2つの漏洩であったことを明らかにし、ノルドストリームのパイプにおける漏洩箇所の総数は4つになった（スウェーデンの経済水域で2つ、デンマークの経済水域で2つ）。
デンマーク国防省はウェブサイトにガス漏れの動画を投稿し、9月27日の時点で最大の漏れが水面に直径約1キロメートルの乱流を引き起こしており、最も小規模のガス漏れは直径約200メートルの円を形成していることを示していた。分析者らは、推定される技術的な漏洩プルームが 15メートルなのに比べて、はるかに大きなプルームは破裂が非常に大きいことを示すものであると指摘した。
スウェーデンとポーランドを結ぶSwePol電力ケーブルは、漏水現場のうち2か所の近くを通過しており、損傷がないか調査され、10月4日に発表されたSvenska Kraftnätによるテストでは、ケーブルが損傷していないことが示された。
スウェーデン海軍は、爆発の数日前に自国の艦艇がこの海域を哨戒していたことを認めたが、その理由についてはコメントしなかった。スウェーデンメディアのダーゲンス・ニュヘテルによるマリントラフィックのAISデータの分析では、破壊工作の5～4日前の2022年9月21日と22日にスウェーデン海軍の艦艇がこの海域にいたことが示された。 爆発があった夜間時の分析では、当該海域にスウェーデンの船舶が存在しないことが判明した。
10月1日、デンマークエネルギー庁は、2つのパイプラインのうちの1つのノルドストリーム2では、パイプ内の圧力が安定したためガス漏れが止まったようだと報告した。翌日、同当局は、ノルドストリーム1の両方のパイプでも圧力が安定し、ガス漏れが止まったことを示したと報告した。対照的に、スウェーデン当局は10月2日、数日前よりも程度は小さいとはいえ、自国の経済水域内の2つの漏洩箇所からガスが流出し続けていると報告した。

### ガス漏れ
ほぼ同時に発生した3つの漏洩は比較的近くにあり、漏洩によるガスプルームは、デンマークとスウェーデン両国の経済水域 (EEZ) の境界をまたぐ幅7海里 (13 km) に設定された航行禁止区域によって封じ込められた。
最南端と最北端のガス漏れ箇所の距離は79キロメートルである。
| パイプ       | EEZ          | 座標                                                            | 時間（CEST） | リヒター・スケール | 陸地までの距離                   | 発見者                                                                                                  |
| ------------ | ------------ | --------------------------------------------------------------- | ------------ | ------------------ | -------------------------------- | --- |
| NS 2 Aパイプ | デンマーク   | 北緯54度52.6分 東経15度24.6分 / 北緯54.8767度 東経15.4100度     | 02:03        | 2.3                | 25 km (ドゥオッド灯台のほぼ南東) | デンマークのF-16迎撃応答部隊                                                                            |
| NS 2 Aパイプ | スウェーデン | 北緯55度32.1分 東経15度41.9分 / 北緯55.5350度 東経15.6983度     | 19:03        | 2.1                | 85 km (シムリスハムンの東)       | スウェーデン当局。Aパイプの二カ所目の漏洩であり、当初はノルドストリーム1のAパイプの単独漏洩と報じられた |
| NS 1 Aパイプ | スウェーデン | 北緯55度33.4分 東経15度47.3分 / 北緯55.5567度 東経15.7883度     | 19:03        | 2.1                | 44 km (ウトクリッパンのほぼ南)   | スウェーデン当局。当初はノルドストリーム2のAパイプ単独のガス漏れだと報じられた                          |
| NS1 Bパイプ  | デンマーク   | 北緯55度32.45分 東経15度46.74分 / 北緯55.54083度 東経15.77900度 | 19:03        | 2.1                | 61 km (スヴァネケのほぼ北北東)   | スウェーデン当局                                                                                        |

テーブルのタイムスタンプとリヒター・スケールのマグニチュードは、水中爆発の特徴を示している地震データからのものであり、漏洩場所と一致している。

### 探知
デンマーク地質調査所は、検出された揺れは地震時に記録されたものとは異なるが、爆発時に記録されたものに似ていると表明した。スウェーデンの公共放送SVTは、スウェーデンとデンマーク両国の測定所がノルドストリームパイプライン近くで強い水中爆発を記録したと報じた。攻撃の翌日、スウェーデン国立地震ネットワークの地震学准教授のビョルン・ルンドは、TNT換算で推定100キログラムの「爆発であることに疑いの余地はない」と述べた。ドイツの新聞ターゲスシュピーゲルは、漏洩が潜水艦や水中処分員による標的攻撃によって引き起こされた可能性があるかどうか調査中であると書いた。
2022年9月30日、デンマークとスウェーデンは、漏洩は「数百キロ」の爆発物による少なくとも2回の爆発によって引き起こされたとする書簡を共同で国連安全保障理事会に提出した。
ドイツ連邦政府関係者によると、海軍の支援を受けて連邦警察が撮影した写真には、長さ8メートルにわたる漏洩が示されており、爆発物の影響によるものとしか考えられないという。
ノルドストリーム1を運営するスイスの事業会社は11月2日、スウェーデンの排他的経済水域にあるパイプライン損傷地点の初期調査の結果、人工的な技術により発生した大きな損傷が確認されたと発表した。運営会社は「損傷現場調査の予備的な結果で、人工技術により作られた深さ3-5メートルのクレーターが確認された」とした。クレーターとクレーターの距離は約248メートルで、この間のパイプラインが破壊されていたとし、パイプラインの破片は少なくとも半径250メートルにわたり飛び散ったとした。
2022年11月18日、スウェーデン当局は漏洩現場で爆発物の残骸が発見され、この事件が破壊工作の結果であることを確認したと発表した。
2023年6月21日、ドイツのRTL、フランスのリベラシオン、デンマークのエクストラ・ブラデット、TV 2の協力により最南端の破壊活動現場から得られた水中ドローン映像が分析とともに公開された。破裂したノルドストリーム2パイプラインが水深75メートル地点で撮影され、パイプの鋼鉄部分は小さなぎざぎざを除いてきれいな切り傷で切断されており、2つの分離されたパイプの端は大きなクレーターの中で5メートル離れていた。かつてデンマーク工兵連隊およびデンマーク国防情報局に所属していた解体専門家は、わずか数キログラムの高爆速の爆発物を使用した成形炸薬によって鋼鉄が切断されたと主張し、現役の匿名のフランス人解体専門家も同様の意見だった。パイプライン建設の専門知識を持つ2人のデンマーク人技術者は、爆発によって放出された高圧ガスが切断されたパイプラインの端を曲げ、海底にクレーターを形成した可能性があると主張した。2.3リヒタースケールの揺れがあった最南端の現場ではわずか数キログラムの爆発物が使用されたという推定は、2.1リヒタースケールの揺れがあった他の3件の爆発及び、4つの爆発は「数百キロ」の爆発物によって引き起こされたという推定と対照的である。

### 調査
ドイツ、スウェーデン、デンマークが実施した3つの別々の調査のうち、スウェーデンとデンマークの調査は被害に対する責任の帰属を公に示すことなく2024年2月に終了した。

#### スウェーデンとデンマーク

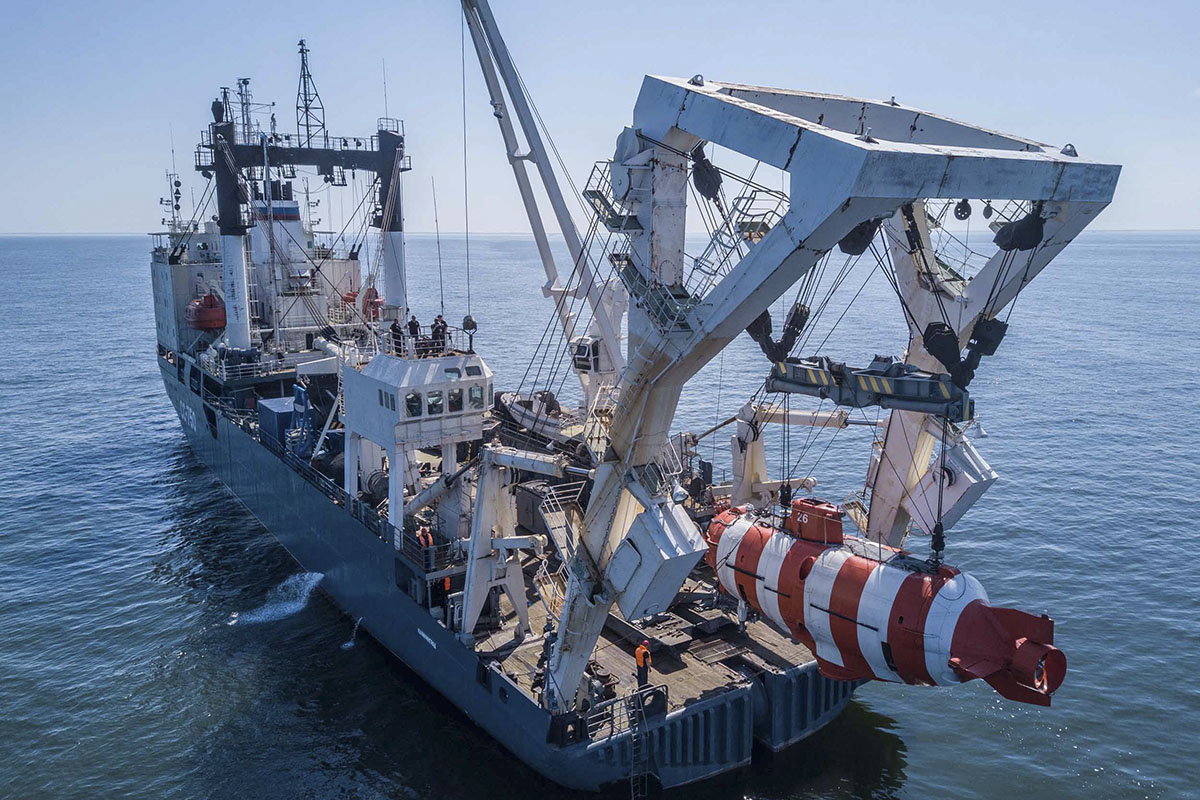
小型潜水艦を搭載するロシアの救難船SS-750は、爆発の4日前に妨害行為の現場でデンマーク海軍によって観察された

漏洩発生の翌日、スウェーデン警察庁はこの事件を「大規模な破壊工作」として捜査を開始した。捜査は他の関係当局やスウェーデン保安局と協力して実施される。同様の調査がデンマークでも開始された。両国は緊密に連絡を取り合っており、バルト地方の他の国々やNATOとも連絡を取り合っていた。漏洩は公海（デンマークとスウェーデンの排他的経済水域内ではあるが、どの国の領海の一部でもない）内で起こったため、デンマーク首相もスウェーデン首相もそれを自国への攻撃とはみなさなかった。 10月2日、ドイツのナンシー・フェーザー内務大臣は、ドイツ、デンマーク、スウェーデンがこれらの破壊工作と思われる行為を調査するための共同調査チームを結成する意向であると発表した。
伝えられるところによると、ロシアは漏洩現場でスウェーデンとデンマークの海事専門家に加わるために海軍艦艇を派遣した。フォーリン・ポリシーは、パイプラインはロシア国有であり、この破壊工作は軍事攻撃とみなされないため、ロシアの関与により捜査が複雑になる可能性があると報じた。ロシア政府はデンマークとスウェーデンが実施する調査への参加を要求したが、両国は拒否し、ロシアに独自の調査を行うよう求めた。
10月6日、スウェーデン保安局は、スウェーデンの排他的経済水域での予備調査で広範な被害が確認され、「爆発の証拠が見つかった」と発表し、「重大な破壊工作の疑い」が強まったと発表した。
10月14日、ロシア外務省はドイツ、デンマーク、スウェーデンの特使を召喚し、ノルドストリームパイプラインの漏洩に関する調査からロシアが除外されていることに「当惑」を表明したと発表した。同省はまた、ロシアは同国の専門家抜きでの調査によるいかなる「疑似結果」も認めないと付け加えた。
また10月14日、スウェーデン検察は、スウェーデンの国家安全保障に関連する情報が転送されることになるため、スウェーデンはデンマークおよびドイツとの共同捜査チームを設立しないと発表した。ドイツの公共放送ARDも、デンマークが合同調査チームの参加を拒否したと報じた。11月18日、スウェーデン保安局はパイプに爆発物の痕跡が発見されたとして、この事件は「重大な破壊工作」であると結論付けた。また、10月18日、スウェーデンの新聞エクスプレッセンは、水中ドローンで撮影されたノルドストリーム1の被害についての画像と映像を公開した。ガス管の少なくとも50メートルが失われたとみられる。
2023年4月27日、デンマーク国防軍司令部は、小型潜水艦を進水可能なSS-750救難船を含む6隻のロシア海軍艦艇が爆発の4日前にこの海域で活動していたことを確認した。

#### ドイツ
10月10日、ドイツ連邦検事総長は、爆発を意図的に引き起こした疑いと憲法に反する破壊工作の疑いで捜査を開始した。 この手順は未知の人物を対象としている。連邦当局によると、これは国のエネルギー供給に対する深刻な暴力的攻撃であり、ドイツの対外的および国内の安全を損なう可能性があったため、連邦当局に責任があるとしている。 連邦刑事庁と連邦警察は捜査を委託された。連邦警察はドイツ海軍の支援を受けてすでに捜査を開始しており、捜査当局はドイツ連邦軍の水中ドローンを使用して破壊の程度を示す写真を撮影することに成功した。政府関係者によると長さ8メートルの漏水があり、これは爆発物によってのみ引き起こされる可能性があるという。
10月15日、ドイツの左派政党の左翼党は政府に対して議会調査を行った。ドイツ政府は、現地調査はまだ行われていないと主張し、国家機密を理由に、破壊行為（と推定されている）当日にボーンホルム島付近にNATOやロシアの船舶が存在していたのかについての情報の開示を拒否した。
2023年6月2日、ドイツ警察はポーランド国境近くのアパートの家宅捜索を実施し、捜査の容疑者として名指しされているウクライナに帰国したウクライナ人男性（26歳）の配偶者の女性から事情聴取を行った。容疑者が操縦するアンドロメダという名前のヨットは、爆発が起こる数日前に3件の爆発のうち2件の現場近くにいたと伝えられている。 DNAサンプルが採取され、アンドロメダで軍用爆発物の痕跡が発見された。アンドロメダの爆発物の残留物は、パイプラインで見つかった残留物と一致した。
2024年7月17日、ドイツ政府は、ドイツのための選択肢（AFD）党が要請した捜査の予備的結果の公表を拒否した。AFDはまた、パイプライン攻撃に米国の諜報機関またはウクライナが関与した可能性について連邦議会に質問し、「連邦政府は慎重に検討した結果、公共の利益を理由にこの質問には回答できないとの結論に達した」という回答を得た。
2024年8月、同年6月にドイツ当局がノルドストリームパイプラインへの破壊工作にヨット「アンドロメダ」を他の2名とともに使用した容疑でウクライナ人の逮捕状を発行したとメディアが報じた。逮捕状が出された人物は、ウォロディミル・Z（ドイツ語書き起こし）という人物で、ポーランド当局は6月末に逮捕状を受け取ったが、容疑者を見つけることはできなかった。容疑者の名前は国境警備隊のデータベースに登録されていなかったため、7月になってもポーランドを出国することができたという。

#### ロシアの国際捜査イニシアチブ
2023年2月17日、ロシアは国連安全保障理事会にノルドストリーム破壊工作の調査を求める提案書を正式に提出し、2023年2月20日にもその要請を繰り返した。
2023年3月24日、クレムリンのドミトリー・ペスコフ報道官は、デンマークがロシアが管理するノルドストリーム2パイプラインの運営会社に、バルト海のパイプライン近くで発見された未確認物体の回収に協力するよう依頼したことは前向きな兆候だと語った。また、「それがどのような物体なのか、このテロ行為と関係があるのかどうか（どうやら関係があるようだ）を突き止め、捜査を続けることが重要だ。そしてこの捜査は透明性が保たれなければならない」と付け加えた。注目の中心は、パイプライン付近の海底から突き出た直径10センチの管状の物体であり、ノルドストリームはさらなる調査のために物体の回収を試みている。爆発の原因はいまだ解明されていないが、ロシアはこの破壊工作の件で英国と米国を非難している。
2023年3月27日、破壊工作に対する独立した国際調査を求めるロシアによる国連安全保障理事会の動議は中国とブラジルのみが動議を支持し、残りの12理事国は棄権したことで否決された。

#### その他
昨年（2022年）末、自国の主要対外諜報機関から説明を受けた欧州の議員によると、捜査当局は、当該海域を通過する際に（おそらく動きを隠ぺいするために）、船の位置トランスポンダーがオンになっていなかったか機能していなかった推定45隻の「幽霊船」に関する情報を収集しているという。同議員にはまた、450キログラム以上の「軍用」爆発物が犯人によって使用されたと伝えられた。
スウェーデンとデンマーク両国は責任を割り当てることなく、2024年2月に本件の調査を終了した。スウェーデン当局は同ガス送管の爆発事故は管轄外だとし、調査を取り下げた。デンマーク当局は、「調査の結果、ノルドストリームへの意図的な破壊工作があったとの結論に至ったが、刑事事件として立件するのに十分な根拠がないとの判断に達した」と説明した。

### 推測

#### ロシアの関与
CNNの報道によると、欧州の安全保障当局者が9月26、27両日にロシアから欧州に天然ガスを輸送するパイプライン「ノルドストリーム」のガス漏れが発生した地点の近くで、ロシア海軍の補助艦を確認していたことがわかったという。情報当局者の1人は、先週、ガス漏れの地点から遠くない海域で、ロシアの潜水艦が確認されたとも明らかにした。
2022年9月、ドイツ連邦情報局（BND）元長官のゲルハルト・シンドラーは、ロシアが爆発前のガス供給停止を正当化するためにガスパイプラインに破壊工作を行ったと主張し、ロシアの「ガス供給の停止は、タービンの問題の申し立てや、供給契約破棄のための説得力のない他の議論をする必要なく、パイプラインの欠陥を指摘するだけで正当化できる」と述べた。
フィンランド国営放送は、この事件を2006年1月に起きた北オセチアのガスパイプラインで起きた2回の爆発（遠隔操作による軍事級の爆薬によって引き起こされた）と比較した。ジョージアがNATO加盟を目指し始めた後のこの爆発により同国へのロシア産ガスの供給が停止した。
2022年12月、ワシントン・ポスト紙は、数カ月にわたる調査の結果、これまでのところ攻撃の背後にいるのがロシアであるとの決定的な証拠はなく、欧州と米国の当局者の多くは結局のところロシアに責任はないのではないかと非公式に話していると報じた。依然としてロシアが主な容疑者であると考えている他の人々は、この攻撃がどの国によるものであるかを明確に示すのは不可能であるかもしれないと述べた。
2023年3月25日、T-Onlineは爆発の数日前にノルドストリームパイプライン付近でのロシア海軍の活動について報じた。 9月19日、ロシアのバルチック艦隊はバルチースク海軍基地からの船舶と第313スペツナズ特殊部隊のフロッグマンを含む演習を開始した。 9月21日、特殊な水中作戦用に設計され、AS-26プリズ級深海救難艇を発進させることが可能なSS-750救難船がAISを停止した状態でバルチースクを出港した。衛星画像とAISデータの分析によると、翌日SS-750は、数百キログラムの重爆発装置や機雷を水中に降ろすことが可能な救助タグボートの「SB-123」と「アレクサンドル・フロロフ」を含む他の5隻のロシア海軍の艦艇とともにこの海域で活動していたことが示されている。T-Onlineはさらに、ロシア海軍艦艇6隻がこの海域で活動していた9月22日、デンマーク海軍の巡視船とスウェーデン海軍と空軍も居合わせたと報じた。
2023年4月18日、デンマークの新聞Dagbladet Informationは、情報公開法の要請を通じて入手したデンマーク国防軍司令部の声明を引用した。 この声明によると、爆発4日前の2022年9月、デンマーク海軍の艦艇が関連海域でロシア艦船のミリタリー・インテリジェンス関連の写真を112枚撮影したという。2023年4月27日、デンマーク国防軍司令部は、SS-750救難船がこの海域で活動する6隻のロシア海軍艦船の中に含まれていたというT-Onlineの3月25日の報道内容を認めた。
2023年5月3日、北欧の公共放送局のデンマーク放送協会、ノルウェー放送協会、スウェーデン・テレビ、フィンランド国営放送による調査では、タグボートSB-123、海軍調査船シビリヤコフ、および海軍艦隊の別の不特定の船などのロシア船が含まれると考えられる船舶による「非常に異常な」動きについて述べた。これらの船は発信機がオフになっており、2022年6月から9月22日までの間、爆発があった海域にいたと報告されている。
2023年5月、南ドイツ新聞は、「昨年9月の破壊工作はロシアと関係がある」ものの、ドイツの捜査当局は破壊工作がロシア海軍艦艇によって行われたかどうかについて懐疑的であると報じた。 5月下旬、デア・シュピーゲルは、ロシアによる「偽旗作戦」は「プロセスに詳しい人々の間では」極めて可能性が低いと考えられていると書いた。
2023年6月、バイデン政権は公には加害者に関する質問をそらしたが、バイデン政権当局者は破壊工作の背後にロシアがいることを示す決定的な証拠はないことを非公式に認めた。
2023年8月、シュピーゲルは、ドイツの捜査官らはロシア海軍が攻撃の数日前にパイプラインの近くにいたのは、CIAやオランダの諜報機関と同様にロシアも起こり得る破壊工作計画についての情報を得ていた可能性があり、それ故に保護のためのパトロールを行いたかったためであると信じる傾向があると主張した。

##### 偽旗としてのアンドロメダ
2023年4月、ドイツのボリス・ピストリウス国防大臣は、ウクライナによるアンドロメダ使用疑惑は偽旗作戦の可能性があると示唆し、攻撃の背後に誰がいるのかについて時期尚早の非難をしないよう警告した。
2023年7月、RTLとn-tvは、ドイツの捜査当局が破壊工作に関与したと考えているアンドロメダ号は、ロシアとウクライナのパスポートを保有するウズベキスタン出身の女性が所有する旅行会社によってレンタルされていたと報じた。パスポート文書の抜粋には、ロシアに併合されたクリミア半島のケルチに彼女の住所が記載されており、女性は2023年6月にロシアのクラスノダールにあるサッカースタジアムの前にいる彼女の姿が写った写真をソーシャルメディアに投稿していた。これらの調査結果について、ローデリヒ・キーゼヴェッターは「ロシアがこの攻撃に関与していた」と述べた。
専門家らは、ロシアが意図的にウクライナに責任を押し付けるための手がかりを置いた「偽旗作戦」の可能性を否定していない。ストックホルム東欧研究センターのアナリスト、アンドレアス・ウムランドは、ロシアが「最も可能性の高い」犯人だと見ていると述べた。ウムランドは、キエフが欧州のエネルギーインフラへの攻撃に関与している疑いがあれば、同盟国の支援が脅かされる可能性があり、それはロシアにとって利益となるだろうとし、同時に、爆発前にガスプロムがガスの供給口を開けておくことに消極的だったにもかかわらず、破壊されたパイプラインは、ガスが供給されなかったことに対する賠償請求を回避するのに役立つ可能性があり、モスクワは「一石二鳥」を狙ったのかもしれないと語った。ウムランドはさらに、ウクライナには自国での戦争という他の優先事項があるため、すでに「機能不全に陥った」パイプラインに破壊工作を行うことへの関心はないと主張した。ウムランドによると、ロシアはこの破壊行為の最も強力な動機があるという。また、明らかにロシアの関与とロシアのミサイルによる2014年のマレーシア航空17便撃墜事件に言及し、この時もロシアはウクライナを非難しようとしており、「ここでも同様のパターンが見られる」と述べた。
2023年9月、ポーランドの諜報機関の調整を担当するスタニスワフ・ザリン国務長官は、取材班に対し、「このヨットが事件に関与した証拠はない」と述べた。 ザリン長官によると、（ヨットの）乗組員は明らかに「楽しみを求めていた」人々で構成されていたといい、航海は「純粋に観光的な性質」で、「軍事訓練や破壊工作関連の訓練に近いもの」は誰も受けていないようだったという。
クレムリン（ロシア政府）はこの攻撃に対する責任を強く否定している。

#### 米国の関与
ロシアは最初にイギリスを非難し、その後アメリカに破壊工作の責任があると非難した。デア・シュピーゲルは、米国中央情報局（CIA）が数週間前にパイプラインの破壊工作の可能性をドイツ政府に警告していたと報じた。ニューヨーク・タイムズ紙は、CIAが6月中に欧州各国政府に警告していたと報じた。
この事件のために召集された国連安全保障理事会の会合で、ロシア連邦代表ワシリー・ネベンジャは、米国がパイプライン損傷に関与していると示唆した。ドイチェ・ヴェレのファクトチェックでは、「アメリカのヘリコプターがガス漏れの原因であるというロシアの主張は薄弱で、誤解を招く」と結論づけた。ヘリコプターはパイプライン沿いを飛行しておらず、ガス漏れエリアは飛行経路からそれぞれ少なくとも9キロメートルと30キロメートル離れていた。
2023年2月8日、アメリカの調査ジャーナリストのシーモア・ハーシュは、自身のサブスタックページに記事を掲載し、その中で攻撃はホワイトハウスによって命令され、BALTOPS 2022期間中の6月にアメリカとノルウェーの資産を利用してパイプラインに機雷が敷設され、遠隔操作で爆破されたという。この投稿は、ハーシュが「作戦計画について直接知っている」と述べた単一の匿名情報源に依存している。ホワイトハウスはこの話に対し、「全くの虚偽で完全な作り話」と反論した。ノルウェー外務省は、こうした主張は「ナンセンス」だと述べた。ノルウェーの評論家ハラルド・S・クルントヴェイトは、アルタ級掃海艇がBALTOPS 2022に参加したという説や、NATO事務総長のイェンス・ストルテンベルグがベトナム戦争以来米国の諜報機関に協力していたという説など、ハーシュの主張の正確さに異議を唱えた。 彼は10代の若者で、NATOに熱心に反対していた。その後、ハーシュは、ドイツの捜査当局が追跡していたレンタルのヨットを使用した「親ウクライナ派」の痕跡は、CIAが作成した偽旗の捏造であり、米国とドイツの報道機関に流されたと述べた。

#### ウクライナの関与
2023年3月、複数の国際メディアが匿名の情報筋の話として、親ウクライナのグループが攻撃を実行した可能性があると報じた。 これらの報告書によると、捜査当局は、2人のウクライナ人が所有するポーランドの会社のために、専門的に偽造されたパスポートを持つ6人が借りていたヨットから爆発物の残留物を発見した。アンドロメダと名付けられたこのヨットは、9月6日にロストックを出港し、ウィーク港と爆発現場から12海里（22キロメートル）離れたデンマークのクリスチャンソ島に一時停泊したと言われている。
デンマーク海軍少佐でデンマーク王立国防大学のアナリストのJ.ライバーを含むデンマーク、スウェーデン、ドイツの海軍専門家らは、全長50フィートの帆船がこのような壮大な攻撃に使用できるという考えを嘲笑した。海軍専門家らは、非常に熟練したダイバーがいても、6人の乗組員がリヒタースケール2.5の爆発を起こすのに必要な爆薬を水深80メートルに設置するのは非常に困難であると指摘している。デンマークとノルウェーの技術新聞「Ingeniøren」と「Teknisk Ukeblad」は、ベリングキャットがこのヨットはBavaria Yachtbau社の全長15.4メートルの帆船「Bavaria Cruiser 50」であると判断したと報じた。また彼らは、今回はそのような小さな船が破壊工作に使用されたということが信頼できないいくつかの理由として、J・リーバー海軍少佐の発言を引用した。爆発の力と広範囲に飛散した破片は、数百キログラムの爆発物が使用されたことを示唆しており、このような小型帆船で輸送するには非現実的な量であること。第二に、この事件では明らかに自家製の爆発装置は使用されていなかったため、ヨット上で爆発物の痕跡が発見されたことは驚くべきことであること。 第三に、小型水上艦船から水深60～80メートルのパイプラインに爆発物を正確に配置することは事実上不可能であること。この懐疑的な見方は、デンマーク国防情報局の元首席分析官で、現在はデンマークのシンクタンク「Europa」の上級分析官であるとされている人物も共有している。その海軍士官は代わりに、爆発物の設置に潜水艦が使用されたのではないかと推測し、ソナーを装備した潜水艦は比較的容易に、500キログラムの爆発物を搭載した沈底機雷を正確に設置できると指摘した。
2023年4月現在、ヨットは調査のためドイツの乾ドックに保管されている。
2023年4月、ドイツの法執行当局はヨット「アンドロメダ」が実際に攻撃に使用された他の船舶のおとりだったのではないかと疑ったが、これはアンドロメダは破壊活動には不向きだったというドイツ、スウェーデン、デンマークの海軍専門家の見解と一致している。ドイツ連邦議会議員で大佐（退役）のローデリヒ・キーゼヴェッターはアンドロメダ調査について説明を受け、「証拠が貧弱すぎる」ため調査からは何も伝わっていないと信じるようになった。
2023年5月、南ドイツ新聞は、攻撃はウクライナ保安庁の関与で行われたという説をドイツ当局が調査していると報じた。5月後半、シュピーゲルは、ドイツの捜査当局がヨット「アンドロメダ」が破壊工作に使用されたことを「確信している」と報じた。船内ではオクトジェン爆発物の痕跡が発見された。
2023年6月6日、ワシントン・ポスト紙は、匿名のヨーロッパの「緊密な同盟国」の諜報機関がパイプラインへの隠密攻撃についてのウクライナの軍事計画をCIAに通告したと報じた。この計画は、ウクライナ軍の最高司令官ヴァレリー・ザルジニー将軍に報告するダイバーのチームによって実行される予定であったが、同紙はそれが実行された証拠を何ら報道しなかった。米国はパイプライン破壊の3か月前にこの計画を知り、ドイツや他の同盟国と情報を共有した。米空軍士官ジャック・テシェイラが犯したとされるDiscordへの文書漏洩には、匿名のヨーロッパ同盟国からの通信が含まれていた。ワシントン・ポストの報道の翌日、ウクライナのウォロディミル・ゼレンスキー大統領は、ウクライナがパイプラインを破壊したという主張を否定した。ザルジニーもワシントン・ポストに対し、本件への関与を否定した。
6月13日、オランダの公共放送NOSは、オランダの軍事諜報機関であるMIVDがウクライナの計画とされるものについて最初にCIAに警告した機関であると報じた。
2023年8月、シュピーゲル紙は、ドイツの捜査官がウクライナへの手がかりを追っていると報じた。伝えられるところでは、パイプラインに破壊工作を行ったとされる6人の特殊部隊のうち1人がウクライナ国籍であることが判明した。しかしながら、彼の息子から採取されたDNAサンプルは、ヨット「アンドロメダ」で見つかったDNAと一致しなかった。
2023年9月、t-onlineジャーナリストのミュラー・トーヴェはDeutschlandfunkに対し、「アンドロメダ」に関するメディアの調査が主に捜査官に関係する匿名の情報源に基づいていることは問題があるとし、「これらは厳重に守られた捜査であるため、そこから情報を漏らすには強い動機があるに違いない。したがって、誰がこれに利害関係があるのかを問う必要がある」と説明した。
2023年11月、ワシントン・ポストとデア・シュピーゲルの共同報告書が発表され、同報告書では、匿名の情報筋に基づいて、ウクライナの破壊工作員グループとノルドストリームパイプライン攻撃を調整したとして元ウクライナ特殊作戦軍大佐のロマン・チェルビンスキーを非難した（チェルビンスキーはこの非難をロシアの偽情報であると述べた）。2020年に「ワグネルゲート」事件に関連してウクライナ保安庁から解雇されたチェルビンスキーは、別の事件での「職責の逸脱」の疑いで2023年4月からウクライナ保安庁に拘留されている。ウクライナのウォロディミル・ゼレンスキー大統領は、自国が妨害行為の背後にいたことを否定した。
2024年1月8日、ウォール・ストリート・ジャーナルは、匿名の「欧州捜査官」がウクライナ人グループが破壊工作に関与した可能性を追跡しようとしたと報じた。
2024年7月6日、ディ・ヴェルトは、ドイツと外国当局による調査の結果、この破壊行為は2014年のロシアによるクリミア占領以前にウクライナのグループによって計画されていたとされることが明らかになったと報じた。同紙によると、アンドロメダ号は爆発の1週間前にポーランドのコルベルクで国境警備隊によって検査されたが、その検査映像はポーランドからドイツの捜査官に引き渡されなかった（映像にはアンドロメダに乗船していたウクライナ人乗組員だけでなく、現場にいたポーランドと米国のエージェントも映っている可能性があるためと言われている）。ディ・ヴェルトは、アンドロメダ号の乗組員はロシアのパスポートを持ち、ロシアとのつながりがあったという過去の報道に言及した。

## 余波
2022年9月27日、ノルドストリーム1は8月以降ガスを供給しておらず、ノルドストリーム2は一度も運用を始めていなかったのにも関わらず、パイプライン損傷のニュースが広まった後、欧州のガス価格は12%上昇した。
デンマーク海軍とスウェーデン沿岸警備隊は、流出を監視するため船舶を派遣し、他の船を危険から遠ざけるため、最南端の漏洩箇所の周囲に5海里（9.3km）、他の3つの漏洩箇所周辺に7海里（13km）の立ち入り禁止区域を設定した。派遣された船舶のうちの2隻はスウェーデンの「Amfitrite」とデンマークの「アブサロン」で、ガス雲などの汚染された環境で運用できるように特別に設計されている。米国の駆逐艦ポール・イグナティウスも立ち入り禁止区域の維持に貢献した。船舶がガスプルームに入ると浮力を失い、漏洩したガスが水上や空中で発火する危険性があるが、漏洩に伴う立入禁止区域外への危険性はなかった。
漏洩後、ノルウェー当局はガスと石油インフラ周辺の警備を強化した。2022年9月29日の時点で、ヤマル・ヨーロッパパイプラインを通ってドイツからポーランドへと東に向かうガスの流れは安定しており、2022年10月2日時点でウクライナを通じた輸送も安定していたが、 ロシアが 「ウクライナのナフトガスに対する制裁」を導入する可能性があり、「（その制裁で）ウクライナ通過料金をガスプロムが支払うことが禁止され、[…それにより]同国を経由したヨーロッパへのロシア産ガスの供給が停止する可能性」が引き続き懸念されている。
10月5日、ノルド・ストリーム2AGは、ガスプロムがサンクトペテルブルクでの消費のために損傷していないパイプからガスを引き戻し始め、パイプの圧力を下げたと報告した。北海のインフラに異常がないか検査が行われた。
2023年1月11日、EUとNATOは、重要インフラの潜在的な脅威に対する耐性を高めるためのタスクフォースの創設を発表した。

### 環境への影響
漏洩エリアでは、水柱内のガスプルームが存在する環境にのみ影響を及ぼすことから、規模の大きさでは、（ガス漏洩によって排出される）強力な温室効果ガスであるメタン15万トンによって引き起こされる気候への影響の方が大きい可能性が高い。放出量はパイプラインの年間容量の約0.25％で、スウェーデン全土の他のすべてのメタン発生源からの1年間の総放出量にほぼ等しい。この漏洩によりスウェーデンの排出量は減少するどころか増加し、EUからの罰金が科せられるリスクがあった。
デンマーク当局者は、これらのノルドストリームのガス漏れにより、デンマークの温室効果ガスの年間総排出量の3分の1に相当する1,460万トン相当のCO2が排出される可能性があると述べた。
漏洩によるメタン排出量は、通常の化石燃料生産からの排出量の数日分に相当し、農業からの1日排出量の3分の1に相当する。 しかし、この漏洩は、アライソ渓谷ガス漏れ事故など、これまでに知られていたすべての漏洩を小さく見せる、単一のメタン放出としては最大の記録を打ち立てた。
ノルウェーの気象観測所は、基準レベルの1800ppbから前例のない400ppbの増加を記録した。装置による測定ではボーンホルム島の大気中のメタンの増加は見られなかった。
ヨーロッパ数カ国の科学者が海洋生態系への影響分析では、半径4キロメートル以内のアザラシやネズミイルカは衝撃波で死亡する危険性が高く、最大50キロメートル離れたところでは聴覚への一時的な影響が予想され、防汚塗料に使用される鉛とトリブチルスズを含む推定25万トンの海底堆積物が引き上げられた。さらに、このエリアは弾薬や化学兵器の投棄によって汚染されている。

### 修理の可能性
2022年9月27日、ノルド・ストリームを運営するノルド・ストリームAGは、インフラがいつ修復されるかを見積もることは不可能だと述べた。 ドイツ当局は、損傷した3本のパイプライン（ノルドストリーム1の両方のパイプとノルドストリーム2のAパイプ）は、迅速に修復されない限り、海水による腐食のため再び稼働する可能性は低いと述べた。ワシントン・ポスト紙は、今回の事件により、両方のノルドストリームプロジェクトが永久に停止される可能性が高いと報じた。
技術者らによると、パイプラインの修復方法としては、パイプセグメントの全面交換や損傷部分のクランプなどが考えられるという。修理が行われる場合、数か月かかることが予想される。
2023年2月、タイムズ紙はロシアが修理費用を約5億ドルと見積もり始めたと報じた。

### 反応
爆破とその後の水中ガス漏れは、さまざまな国からの反応を呼んだ。

#### デンマーク
攻撃の翌日、デンマーク首相のメッテ・フレデリクセンは、爆発は意図的で、漏洩は破壊工作であると主張する一方、公海で発生したためデンマークへの攻撃ではないと忠告した。

#### ドイツ
2022年後半、BNDの元長官であるアウグスト・ハニングは、米国だけでなく、ロシア、ウクライナ、ポーランド、英国もパイプラインの無効化にもっともらしい関心を持っていたと述べた。
2023年8月、ドイツ連邦議会議員のローデリヒ・キーゼヴェッターは、ロシアが攻撃に関与したに違いないとツイートした。

#### ポーランド
攻撃の翌日、ポーランド首相のマテウシュ・モラヴィエツキはバルチック・パイプ開通時の演説で漏洩を破壊工作と呼び、「今日我々は破壊工作に直面した。何が起こったのかの全容は分かっていないが、それはウクライナ情勢の次の段階へのエスカレーションに関連した破壊工作であることは明らかだ」と主張した。
ポーランドの国会議員で元外務・国防相のラデク・シコルスキは、損傷したパイプライン上の水面が泡立っている写真と共に「Thank you,USA」（ありがとう、アメリカ）とツイッターに投稿し、広くシェアされた。その数時間後のツイートで、シコルスキはウクライナとバルト三国がノルドストリームの建設に20年間反対してきたとし、「誰か、@MFA_Russia（ロシア外務省のアカウント）が、特別なメンテナンス作業を行った」と述べた。
翌日、シコースキは、ポーランドもノルドストリームに反対しており、その破壊工作はポーランドにとって良いことだったと述べ、ジョー・バイデン米大統領が演説で「もしロシアが再び侵攻すれば、ノルドストリーム2はなくなるだろう。我々はこれに終止符を打つだろう」と語る動画を共有した。続けて、破壊工作を実行する動機と能力に関するシコルスキーの作業仮説は彼自身が作成したものであることを明らかにした。 シコルスキの投稿は多くの政治家や政府関係者から批判された。ポーランド政府報道官のピョートル・ミュラーは、これは有害であり、ロシアのプロパガンダに資すると述べた。米国務省報道官のネッド・プライスは、米国がパイプライン被害に関与しているとの考えは「ばかげている」とみなした。シュピーゲル紙は、ノルドストリーム2はロシアがウクライナに侵攻する2日前にすでに爆発物なしで完全に停止しており、バイデンとショルツが起こるだろうと述べていたことは破壊工作の前にすでに起こっていたとコメントした。 コルスキーは最初に元のツイートを削除し、その数日後にそれに連なるツイートをすべて削除した。

#### ロシア
ロシアのドミトリー・ペスコフ報道官は27日、パイプライン損傷のニュースについて「非常に懸念している」と述べた。破壊行為の可能性はあるかと問われ、ペスコフは「現時点ではどんな可能性を否定できない。パイプに何らかの破損があり、何が原因なのか調査結果が出るまでは、いかなる可能性も排除できない」と述べた。 9月29日、ロシアのウラジーミル・プーチン大統領はパイプラインへの攻撃を「前例のない国際テロ行為」と呼んだ。2023年2月2日、ロシアのセルゲイ・ラブロフ外相は、ロシア国営テレビで、米国は米国の世界的優位性の維持を目的としたこの爆発に直接関与したと述べた。

#### スウェーデン
攻撃の翌日、スウェーデン首相のマグダレナ・アンデションは、これは破壊工作だった可能性が高いと述べ、爆発についても言及した。

#### ウクライナ
ウクライナのミハイロ・ポドリャク大統領顧問は「ノルド・ストリーム1のガス漏れはロシアによるテロ攻撃であり、EUへの攻撃にほかならない。ロシアは欧州の経済状況を不安定化させ、冬を目前にパニックを引き起こしたいのだ」と、英語でツイートした。

#### アメリカ合衆国
2023年4月12日、ドナルド・トランプ前米大統領は、誰が破壊工作を実行したのか尋ねられた際、「我が国を困難に陥れたくないので、答えない。しかし、それがロシアではないことは言える」と述べた。ワシントン・ポスト紙によると、トランプは「自分が何か知っているとほのめかしているが、それはウクライナ戦争でバイデンを責めようとする彼の取り組みの一環に過ぎない可能性が高い」という。

#### 欧州連合
攻撃の翌日、欧州連合のウルズラ・フォン・デア・ライエン欧州委員長は、デンマークのフレデリクセン首相と「ノルドストリームの破壊行為」について話したとツイートし、「事件を調査し、原因と全容を完全に解明することが現在の最優先事項だ」と述べた。そして「使用されている欧州のエネルギーインフラの意図的な破壊は容認できず、取り得る最も強い対応で臨むことになる」と付け加えた。
EUのジョセップ・ボレル外交安全保障上級代表は28日の声明で「入手できるすべての情報は、今回のガス漏れが人為的行為であることを示している」と指摘した上で「欧州のエネルギーインフラを故意に混乱させることは許されない。結束して断固とした対応を取る」と強調した。

#### NATO
攻撃から二日後、NATOのイェンス・ストルテンベルグ事務局長は、この漏洩は破壊工作だとしたうえで、デンマークのモルテン・ボーツコフ国防大臣とNATO内の重要インフラの保護について話し合ったと述べた。

## 注記
1. ↑  つまり、どの国の領海の一部でもない